# Ryan Kinasewich
Ryan Kinasewich (Saint Albert, 20 agosto 1983) è un allenatore di hockey su ghiaccio ed ex hockeista su ghiaccio canadese naturalizzato croato, di ruolo attaccante.

## Carriera

### Giocatore
Canadese di origini croate, ha svolto la sua carriera hockeistica in Nord America perlopiù in ECHL, dove ha vestito le maglie di Reading Royals e Utah Grizzlies. Ha raccolto anche 71 presenze nella più blasonata American Hockey League (Manchester Monarchs, Bridgeport Sound Tigers, Lake Erie Monsters e Hamilton Bulldogs), senza tuttavia grande successo.
A partire dal 2010 ha giocato stabilmente in Europa, perlopiù nel campionato sovranazionale EBEL, dove ha vestito le maglie dei croati Medveščak Zagabria (2010-2012, raccogliendo anche due presenze nella seconda squadra che milita nel campionato croato), degli austriaci EC Red Bull Salzburg (maggio-ottobre 2012), Graz 99ers (2013-2014) e Dornbirner EC (gennaio-aprile 2015), e degli ungheresi Alba Volán Székesfehérvár, che lo hanno acquistato nell'ottobre 2015.
Le uniche esperienze europee lontano dai campi EBEL sono state nel 2012-2013 nel campionato italiano, dopo aver lasciato il Salisburgo, quando ha giocato poi il resto della stagione con l'Hockey Milano Rossoblu; e nel 2015-2016 in Ligue Magnus con l'Hockey Club Morzine-Avoriaz, dopo aver lasciato l'Alba Volan.
Ha chiuso la carriera nella lega amatoriale canadese Chinook Hockey League al termine della stagione 2016-2017.

#### Nazionale
Nel 2015 ha disputato il primo mondiale di prima divisione con la maglia della Croazia, chiuso al quarto posto nel gruppo B.

### Allenatore
Dopo il ritiro è stato per quattro stagioni (2017-2021) assistente allenatore degli Utah Grizzlies in ECHL. Dalla stagione 2021-2022 è stato promosso capo allenatore, andando a ricoprire anche il ruolo di general manager.